# Barrière de corail du Belize
La barrière de corail du Belize est un ensemble de récifs coralliens et de cayes situés au large du Belize, dans la mer des Caraïbes.
C'est un des plus grands récifs coralliens au monde après celui de la Grande Barrière en Australie et les lagons de Nouvelle-Calédonie.

## Géographie

### Topographie
Elle s'étend de Cancún, à l'extrémité nord-est de la péninsule du Yucatán, à la Riviera Maya et au Honduras. Cette barrière de corail  s’étend du sud du Mexique jusqu’au Honduras, dans la mer des Caraïbes, sur environ 1000 km. Elle comprend trois principaux atolls : l'atoll Turneffe, le récif Lighthouse et  le récif Glover et de nombreuses cayes comme la caye Ambergris, la caye Mauger, la caye Ranguana, etc. qui appartiennent aux différents districts côtiers. C'est la principale destination touristique du Belize en termes de fréquentation. Différentes îles sont classées en aire marine protégée ou monument national ou patrimoine mondial de l'UNESCO.

## Écosystèmes et protection
Une grande partie du récif est protégée par le Belize Barrier Reef Reserve System, qui comprend sept réserves marines, 450 cayes et trois atolls. Il s'étend sur 960 kilomètres carrés dans la région, y comprenant :
- récif Glover
- Grand Trou Bleu
- Réserve marine de South Water Caye
- Caye Half Moon
- Réserve marine de Hol Chan
- cayes incluent : Caye Ambergris, Caye Caulker, Caye Chapel, Caye St. Georges, Caye English, Caye Rendezvous, Caye Gladden, Caye Ranguana, Caye Long, Caye Moho, Caye Blackbird, Caye Three Corner, Caye Northern, Caye Tobacco et Caye Sandbore.

Le réseau de réserves du récif de la barrière du Belize est inscrit au patrimoine mondial de l'UNESCO en 1996. Le site est inscrit sur la liste du patrimoine mondial en péril en 2009, avant d'en être retiré en 2018 consécutivement « à une période intensive de mise en œuvre d'actions et de mesures de conservation historiques au cours de l'année écoulée ».
En décembre 2010, le Belize est devenu le premier pays au monde à interdire totalement le chalutage de fond,. En décembre 2015, le Belize a interdit les forages pétroliers en mer à moins de 1 km de la barrière de corail.
Malgré ces mesures de protection, le récif reste menacé par la pollution océanique ainsi que par le tourisme, la navigation et la pêche incontrôlés. Parmi les autres menaces, citons les ouragans, ainsi que le réchauffement climatique et l'augmentation de la température des océans qui en résulte qui cause le blanchissement des coraux. Les scientifiques affirment que plus de 40 % du récif corallien du Belize a été endommagé depuis 1998.
La barrière de corail du Belize a été touchée par des épisodes de blanchiment massif. Le premier blanchiment massif a eu lieu en 1995, avec une mortalité estimée à 10 % des colonies de coraux, selon un rapport de l'Institut de gestion des zones côtières du Belize. Un deuxième épisode de blanchiment massif s'est produit lors du passage de l'ouragan Mitch en 1998. Les biologistes ont observé une réduction de 48 % de la couverture de coraux vivants dans le système récifal du Belize.
En général, il est difficile de distinguer si le blanchiment des coraux est dû aux activités humaines ou à des raisons naturelles telles que les tempêtes ou les fluctuations bactériennes. Mais dans le cas de la barrière de corail de Belize, de nombreux facteurs qui rendent cette distinction difficile ne s'appliquent pas. La population humaine y est beaucoup plus clairsemée que dans les zones correspondantes proches d'autres récifs coralliens. L'activité humaine et la pollution y sont donc beaucoup plus faibles que dans d'autres récifs coralliens et le système récifal du Belize se trouve dans une zone beaucoup plus fermée.
Lorsque le blanchiment du corail se produit, une grande partie du corail meurt, et la partie restante de l'écosystème commence le processus de réparation des dommages. Mais les chances de récupération sont faibles, car les coraux blanchis deviennent beaucoup plus vulnérables aux maladies. Les maladies tuent souvent plus de coraux que le blanchiment lui-même. En cas de blanchiment continu, les chances de rétablissement du récif corallien sont faibles, voire nulles.

## Espèce
La barrière de corail du Belize abrite une grande diversité de plantes et d'animaux.:
- 70 espèce de coraux Scleractinia
- 36 espèce de coraux Alcyonacea
- 500 espèce de poissons

- des centaines d'espèces d'invertébrés

Comme 90 % du récif doit encore faire l'objet de recherches, on estime que seulement 10 % de toutes les espèces ont été découvertes.

## Philatélie
En 1984 et 1985, la barrière de corail du Belize été représentée sur quelques timbres à l'attention des philatélistes sous l'administration postale des Cayes of Belize (en français « Cayes du Belize ». Ces timbres n'étaient pas reconnus par le Belize et l'UPU mais certains ont réussi à circuler, le plus souvent par complaisance.

## Galerie

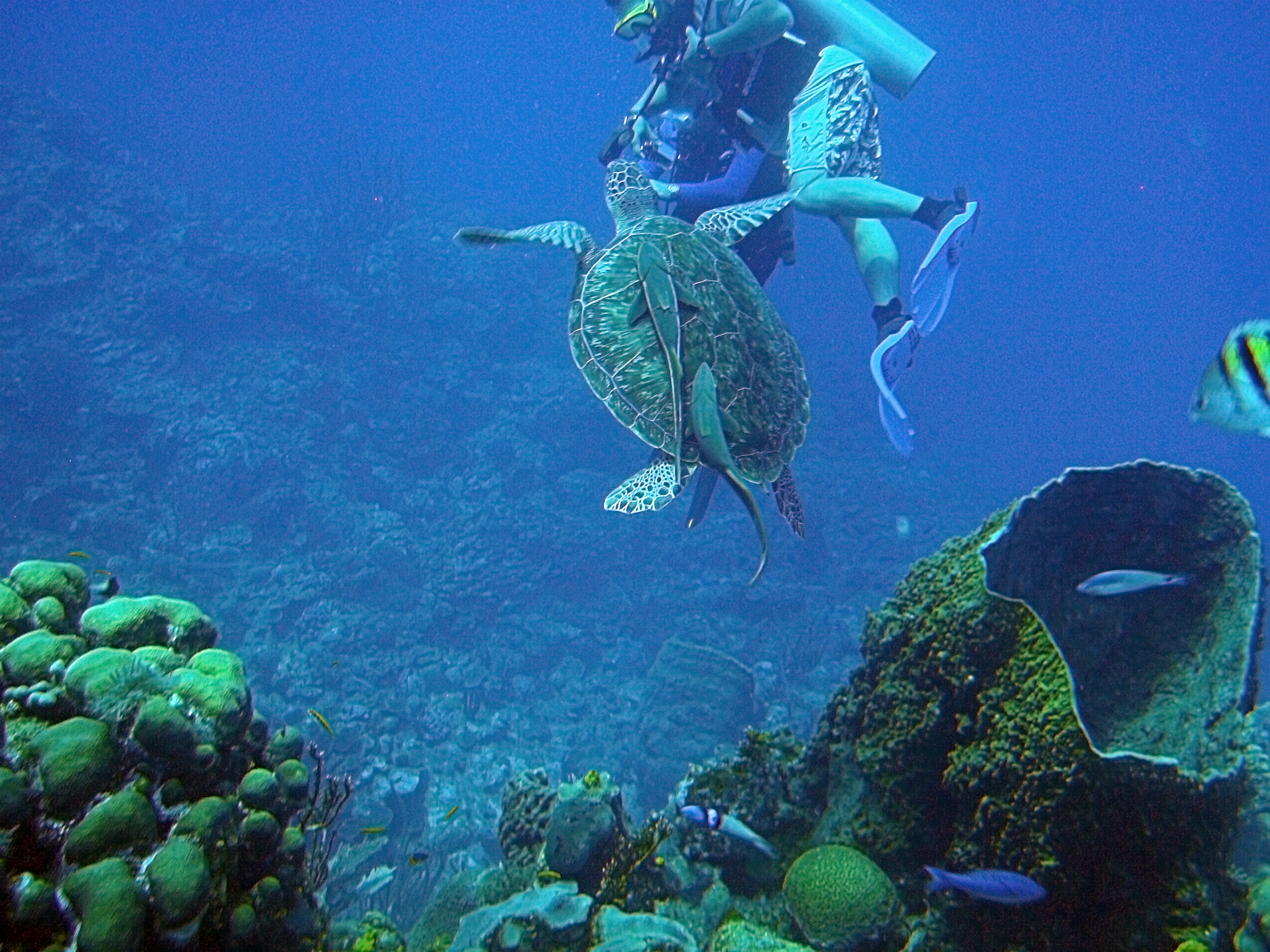
Tortue verte avec un poisson rémora sur le dos
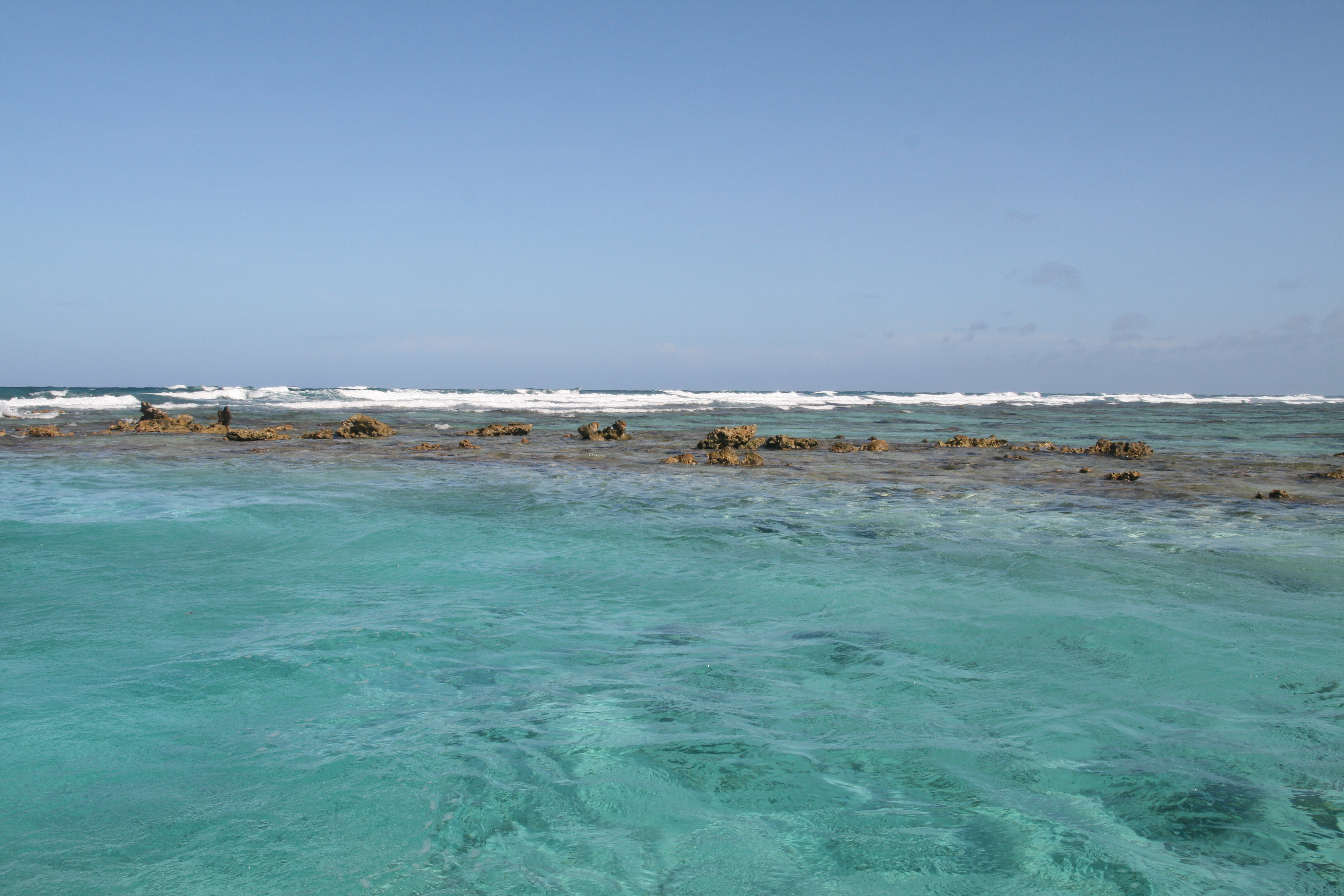
Vu de près du récif
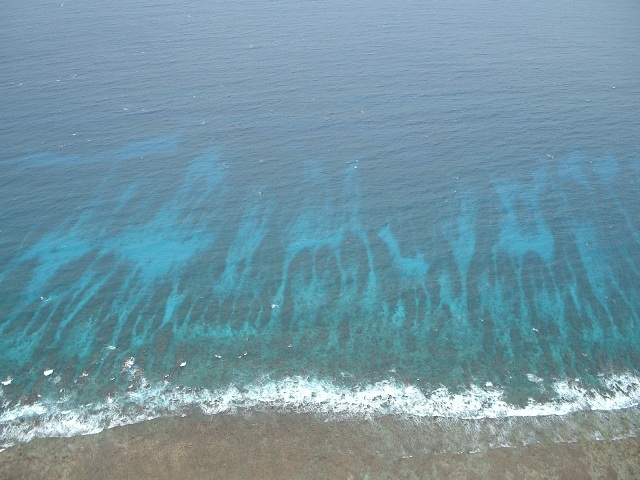
Barrière de corail aérienne
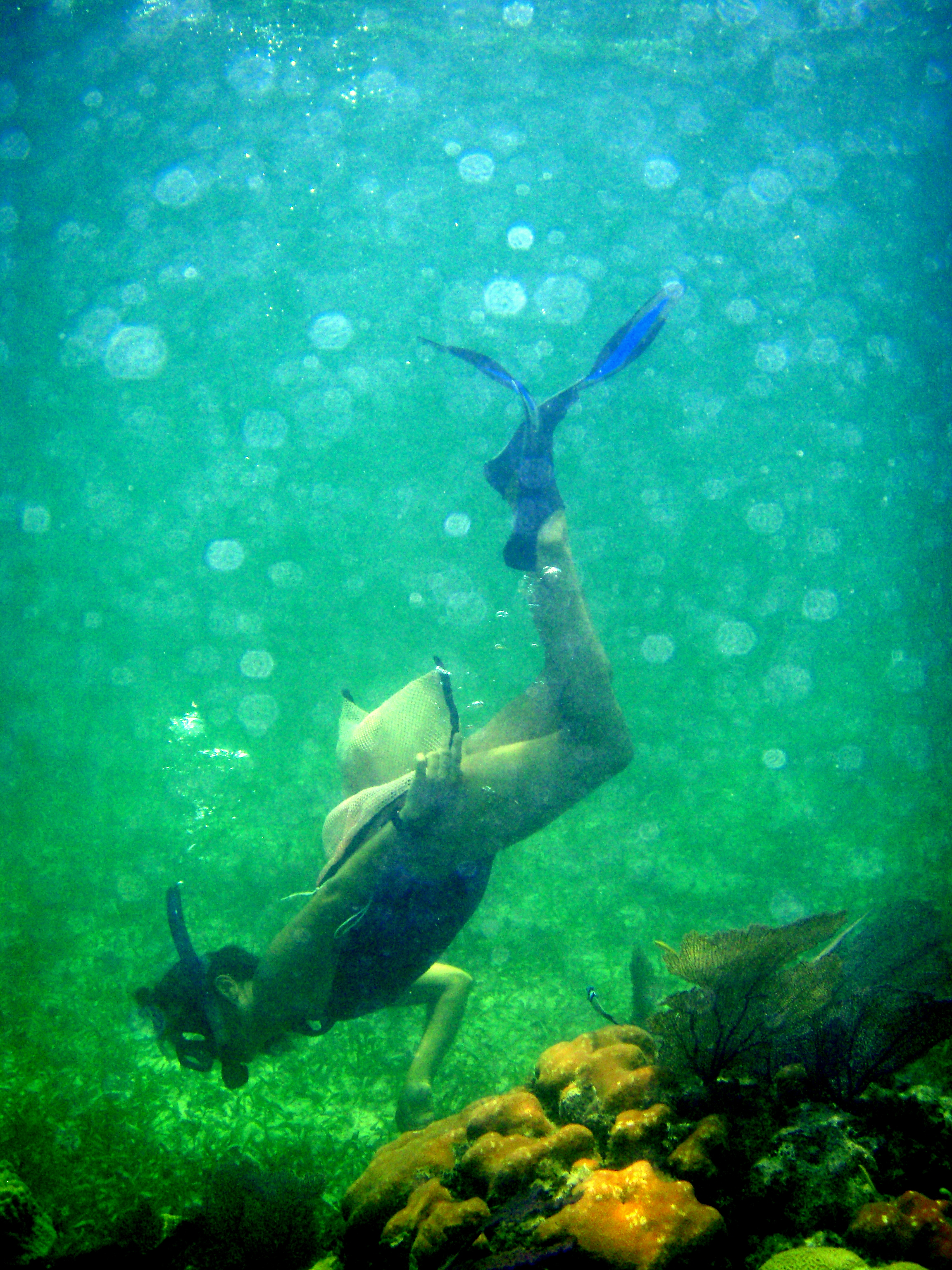
Snorkeling (exploration à la palme) du récif
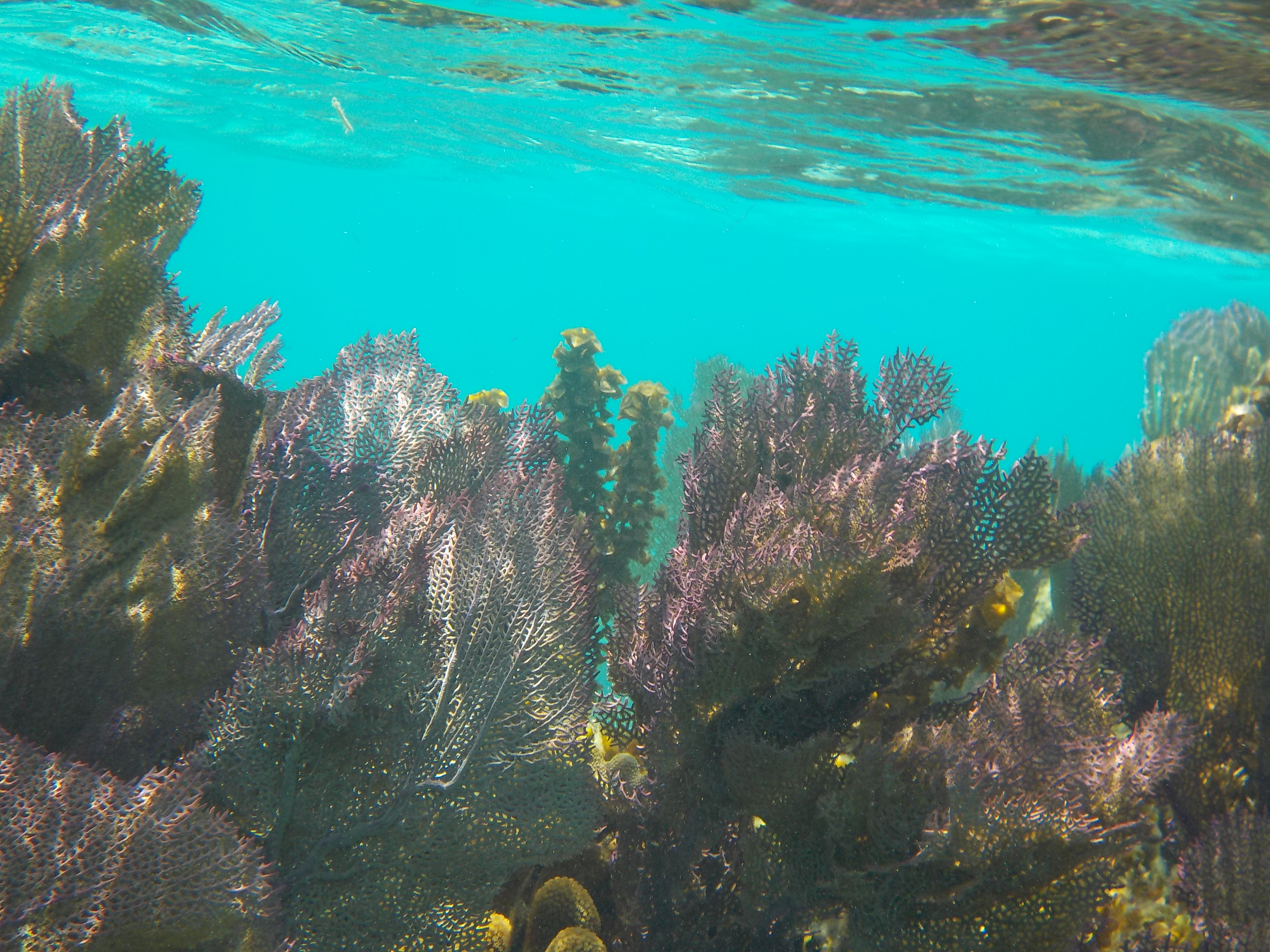
Coraux en éventail sur le récif

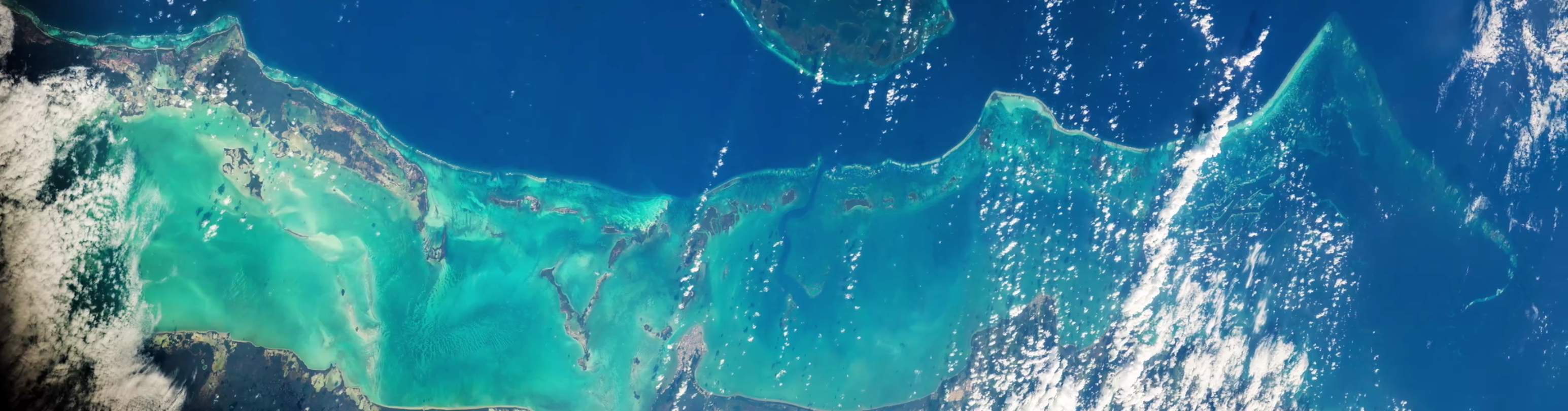
La barrière de corail du Belize photographiée depuis la Station spatiale internationale en 2016.